# Торакан
Торакан (перс. طراقان) — село в Ірані, у дегестані Хошкруд, в Центральному бахші, шахрестані Зарандіє остану Марказі. За даними перепису 2006 року, його населення становило 79 осіб, що проживали у складі 21 сім'ї.

## Клімат
Середня річна температура становить 14,37°C, середня максимальна – 32,47°C, а середня мінімальна – -7,29°C. Середня річна кількість опадів – 235 мм.
| Клімат поселення                              | Клімат поселення | Клімат поселення | Клімат поселення | Клімат поселення | Клімат поселення | Клімат поселення | Клімат поселення | Клімат поселення | Клімат поселення | Клімат поселення | Клімат поселення | Клімат поселення | Клімат поселення |
| Показник                                      | Січ.             | Лют.             | Бер.             | Квіт.            | Трав.            | Черв.            | Лип.             | Серп.            | Вер.             | Жовт.            | Лист.            | Груд.            |                  |
| Середній максимум, °C                         | 9,21             | 11,31            | 16,00            | 22,21            | 27,17            | 31,72            | 32,47            | 31,49            | 27,88            | 22,01            | 15,46            | 9,27             |                  |
| Середня температура, °C                       | 0,96             | 3,06             | 7,76             | 13,96            | 18,92            | 23,47            | 26,75            | 25,78            | 22,17            | 16,30            | 9,75             | 3,54             |                  |
| Середній мінімум, °C                          | −7,29            | −5,2             | −0,51            | 5,70             | 10,66            | 15,22            | 21,05            | 20,08            | 16,46            | 10,59            | 4,05             | −2,17            |                  |
| Норма опадів, мм                              | 32               | 32               | 44               | 32               | 24               | 4                | 1                | 1                | 0                | 12               | 21               | 32               |                  |
| Середньомісячна швидкість вітру, м/с          | 1.31             | 2.00             | 2.93             | 3.13             | 2.81             | 2.64             | 2.70             | 2.56             | 2.28             | 2.29             | 1.95             | 1.33             |                  |
| Середньомісячна сонячна радіація, кДж/м²·день | 9149             | 12049            | 14492            | 18069            | 22076            | 26260            | 25896            | 23641            | 20140            | 14715            | 10814            | 8758             |                  |
| --------------------------------------------- | ---------------- | ---------------- | ---------------- | ---------------- | ---------------- | ---------------- | ---------------- | ---------------- | ---------------- | ---------------- | ---------------- | ---------------- | ---------------- |
| Джерело:                                      |                  |                  |                  |                  |                  |                  |                  |                  |                  |                  |                  |                  |                  |